# Pectus
Pectus est un groupe de rock polonais.pectus 
Tomek Szczepanik 
Piotr Cugowski

## Histoire
Le groupe est créé en 2005 sous l'impulsion Tomasz Szczepanik. Le groupe remporte sa première récompense lors du Carpathia Festival de 2006, à Rzeszów.

## Membres
- Tomasz Szczepanik (guitare, chant)
- Mateusz Szczepanik (guitare)
- Maciej Szczepanik (guitare)
- Marek Szczepanik (percussions)

## Discographie

### Album
- Siła braci (2013) -  1 × Or en Pologne[1]
- Stos Praw (2010)
- Pectus (2009) -  1 × Or en Pologne

## Récompenses et distinctions
- Prix Superjedynki:
  - Meilleur groupe et Meilleure performance de l'année 2013
  - Meilleur début, catégorie Rock, en 2009